# حكومة تركيا
حكومة تركيا (بالتركية: Türkiye Cumhuriyeti Hükûmeti)‏ هي حكومة وحدوية أنشأها دستور تركيا كسلطة حاكمة، مُشَكِّلة لجمهورية ديمقراطية برلمانية، تسمى دستوريًا جمهورية تركيا. يمكن أن يعني المصطلح إما المجموعة الجماعية للمؤسسات (السلطات التنفيذية والتشريعية والقضائية) أو مجلس الوزراء على وجه التحديد (السلطة التنفيذية).

## الدستور
وفقًا للدستور، يقوم نظام الحكم التركي على أساس الفصل بين السلطات. ينصُّ الدستور على أن السلطة التشريعية منوطة بالبرلمان التركي (المادة 7)، وأن السلطة التنفيذية يتولاها رئيس تركيا (المادة 8)، وأن السلطة القضائية تمارس من قبل محاكم مستقلة ومحايدة (المادة 9)، كما تنص على إجراء الانتخابات النيابية والرئاسية كل خمس سنوات (المادة 77). يقبل البرلمان مقترحات القوانين التي أعدها النواب (88 مادة)، ويصدر الرئيس القوانين التي يقرها البرلمان (المادة 89). يجوز للرئيس الاعتراض على بعض أحكام القانون وإعادته إلى مجلس النواب لإعادة النظر فيه، ولكن لا تكون موافقة الرئيس ضرورية إذا رفضت أغلبية البرلمان إعادة النظر في القانون أو أحكام القانون (مادة 89). يمكن للرئيس أن يستأنف أمام المحكمة الدستورية لإلغاء بعض أو بعض أحكام القوانين على أساس أنها غير دستورية في الشكل أو المحتوى (المادة 104/7). في مثل هذه الحالة، يكون قرار المحكمة الدستورية نهائيًا (المادة 153).

## فروع الحكومة

### السلطة التشريعية

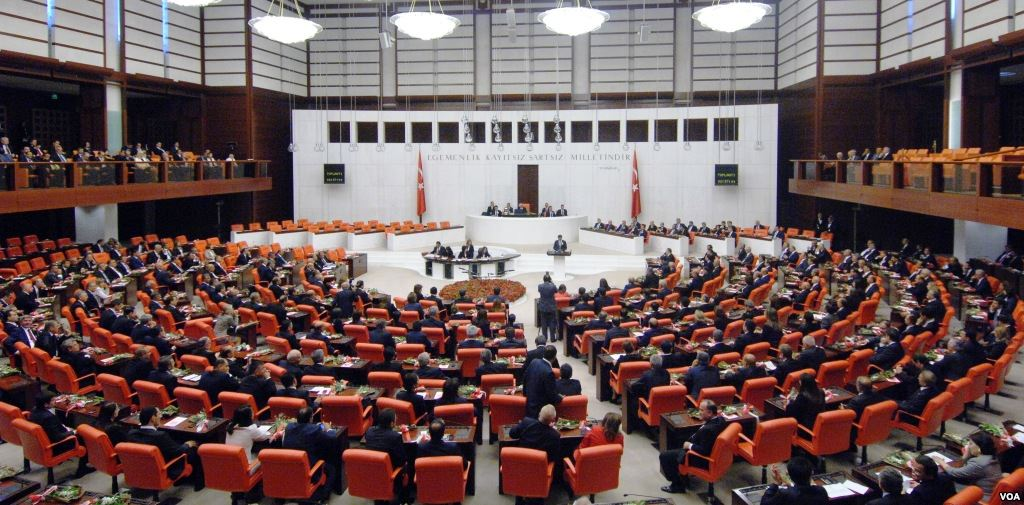
برلمان تركيا

السلطة التشريعية منوطة ببرلمان من غرفة واحدة (البرلمان التركي) مع 600 عضو. يتم انتخاب الأعضاء لمدة خمس سنوات وفقًا لطريقة هوندت. يحق لكل مواطن فوق سن الثامنة عشرة أن يكون نائبًا. لا يجوز لأعضاء البرلمان شغل مناصب في إدارات الدولة والهيئات الاعتبارية العامة الأخرى والشركات التابعة لها.
يمكن لأعضاء البرلمان الجلوس نيابة عن حزب سياسي أو كبرلمان مستقل. كما أنهم مندوبون عن المقاطعة التي تم انتخابهم فيها. أغلبية بسيطة مطلوبة لتعديل القانون وأغلبية الثلثين لتعديل الدستور. يمكن تقديم مشاريع القوانين من قبل أي عضو في البرلمان.
تتمثل واجبات وصلاحيات البرلمان التركي في سنّ القوانين وتعديلها وإلغائها؛ ومناقشة واعتماد مشاريع القوانين المتعلقة بالموازنة والحسابات الختامية؛ ليقرر إعلان الحرب؛ والموافقة على التصديق على المعاهدات الدولية، لاتخاذ قرار بأغلبية ثلاثة أخماس أعضاء البرلمان التركي لإعلان العفو؛ وممارسة السلطات والواجبات المنصوص عليها في المواد الأخرى من الدستور.

### السلطة التنفيذية
السلطة التنفيذية في الحكومة التركية منوطة برئيس تركيا، حيث يتم تفويض السلطة غالبًا إلى أعضاء مجلس الوزراء والمسؤولين الآخرين.

#### الرئيس

خاتم رئيس تركيا

تتكون السلطة التنفيذية، بموجب الجزء الثالث من الدستور، من الرئيس وأولئك الذين يتم تفويض سلطات الرئيس إليهم. الرئيس هو رأس الدولة والحكومة، وكذلك القائد العام للجيش. ووفقًا للدستور، يجب على الرئيس «ضمان تنفيذ الدستور»، و «ضمان سير عمل أجهزة الدولة بشكل منظم ومتناغم».
يجوز للرئيس التوقيع على التشريع الذي أقرّه البرلمان ليصبح قانونًا أو يجوز له نقضه، مما يمنعه من أن يصبح قانونًا ما لم تصوت أغلبية بسيطة في البرلمان على تجاوز حق النقض. بموافقة رئيس الجمهورية، تُنشر القوانين في الجريدة الرسمية وتصبح نافذة بموجب هذا النشر ما لم ينص القانون نفسه على تاريخ نفاذ محدد. يتمتع الرئيس أيضًا بالقدرة على إدخال تشريعات من خلال إصدار المراسيم الرئاسية. ومع ذلك، فإن القوانين التي أدخلها البرلمان تسود على المراسيم الرئاسية فيما يتعلق بالموضوع نفسه في التسلسل الهرمي للقواعد. علاوة على ذلك، لا يمكن تنظيم الحقوق والواجبات الأساسية والشخصية والحقوق والواجبات السياسية بموجب مراسيم رئاسية.

#### مجلس الوزراء والوزارات والهيئات
يقع تنفيذ القوانين الاتحادية وإدارتها يوميًا في أيدي الوزارات التنفيذية المختلفة، للتعامل مع مجالات محددة من الشؤون الوطنية والدولية. يضمُّ مجلس الوزراء التركي الرئيس والوزراء. كجزء من تقسيم السلطة التشريعية من السلطة التنفيذية، لا يمكن لأعضاء مجلس الوزراء أن يكونوا أعضاء في البرلمان أثناء وزارتهم.
بالإضافة إلى الوزارات، تم تجميع عدد من منظمات الموظفين في المكتب التنفيذي للرئيس. وتشمل مجلس الأمن القومي، ومجلس الرقابة الحكومية، وجهاز المخابرات الوطني، ودائرة الاتصال في الرئاسة التركية، ورئاسة الاستراتيجية والميزانية. هناك أيضًا شركات مملوكة للدولة مثل شركة نقل الكهرباء التركية.

### الفرع القضائي

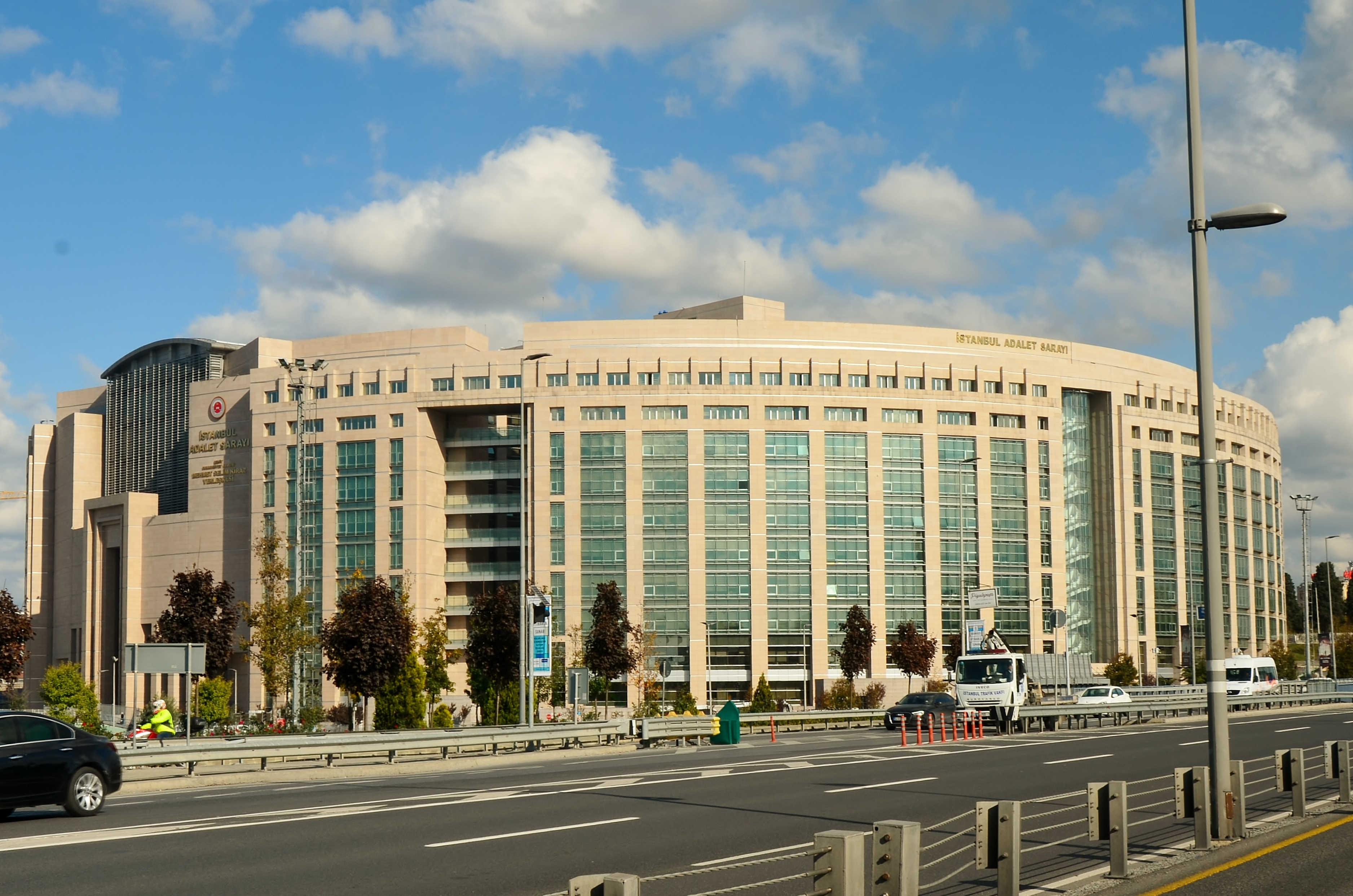
قصر العدل شاغلايان اسطنبول هو محكمة في منطقة شيشلي في إسطنبول، تركيا.

المحكمة الدستورية، ومحكمة النقض، ومجلس الدولة، ومحكمة منازعات الاختصاص هي المحاكم العليا المذكورة في القسم القضائي من الدستور. تعمل المحاكم في إطار القانون المدني.
تقوم المحكمة الدستورية بالتحقق مما إذا كانت القوانين متوافقة مع الدستور. منذ عام 2005، تمّ أيضًا تقييم المبادئ القانونية المنصوص عليها في مختلف المعاهدات الدولية لحقوق الإنسان. للمؤسسات الحكومية والأحزاب الحاكمة والمعارضة حق الوصول المباشر إلى المحكمة. يمكن للمواطنين أيضًا الدفع بعدم دستورية قانون معين في دعوى قضائية جارية.
المعاهدات الدولية، عند التصديق عليها من قبل البرلمان، لها نفس التأثير الهرمي للمدونات والقوانين. ومع ذلك، فإن أحكام المعاهدات الدولية التي تتضمن الحقوق والحريات الأساسية تسود ضد القوانين والتشريعات المحلية.
هناك أيضًا محاكم متخصصة لبعض المجالات القانونية ضمن نطاق صلاحيات المحاكم المدنية مثل محاكم المسح العقاري والمحاكم التجارية ومحاكم المستهلك ومحاكم الملكية الفكرية والصناعية ومحاكم العمل. في بعض النزاعات، يجب استخدام بعض السلطات شبه القانونية قبل التقدم إلى المحكمة مثل لجنة التحكيم الرياضي ولجنة التحكيم التابعة لاتحاد كرة القدم التركي.

## نظام الانتخابات والتصويت

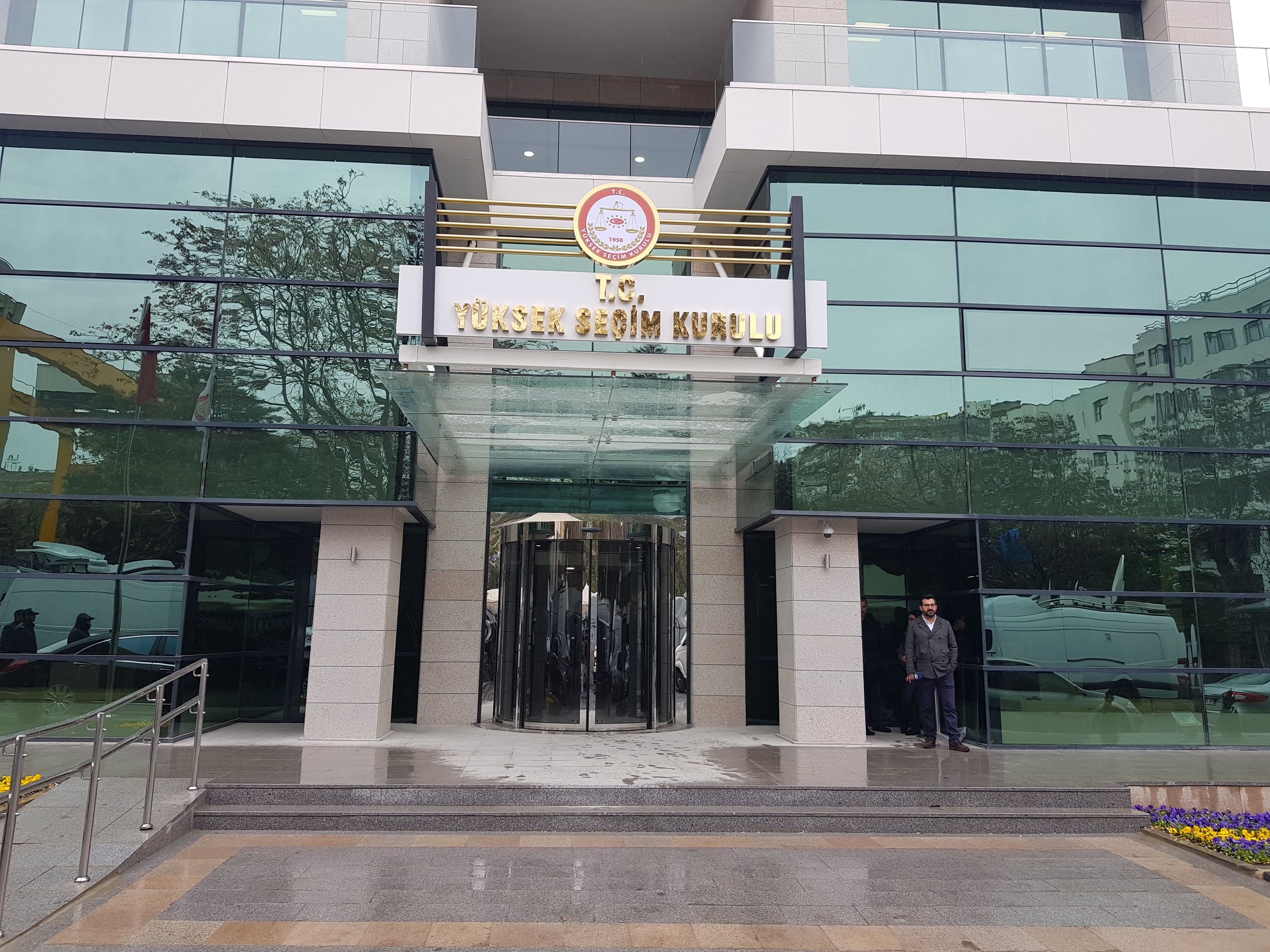
المجلس الأعلى للانتخابات في تركيا.

يحق لجميع المواطنين الأتراك الذين تزيد أعمارهم عن 18 عامًا التصويت في الانتخابات والمشاركة في الاستفتاءات. حصلت المرأة التركية على حق التصويت في الانتخابات المحلية عام 1930. بعد أربع سنوات، تم تنفيذ الاقتراع العام في جميع الانتخابات التركية. أصبحت تركيا ديمقراطية متعددة الأحزاب منذ عام 1950.
فيما يلي ملخص موجز للأنظمة الانتخابية المستخدمة لكل نوع من أنواع الانتخابات:
- الانتخابات الرئاسية: نظام من جولتين، حيث يتنافس أكبر اثنين من المرشحين في جولة الإعادة بعد أسبوعين من الانتخابات الأولية، في حالة عدم فوز أي مرشح بنسبة 50٪ على الأقل +1 من الأصوات الشعبية.
- الانتخابات البرلمانية: طريقة هوندت، وهي نظام التمثيل النسبي للقائمة الحزبية، لانتخاب 600 عضو في البرلمان إلى البرلمان التركي من 87 دائرة انتخابية تنتخب أعدادًا مختلفة من النواب حسب عدد سكانها.
- الانتخابات المحلية: العاصمة ومنطقة رؤساء البلديات، البلدية ومقاطعة مجلس المستشارين، ورؤساء الأحياء والمجالس القروية المنتخبة من خلال نظام الفوز للأكثر أصواتا، مع المرشح الفائز في كل بلدية منتخبة من قبل الأغلبية البسيطة.

## الإدارة المحلية
يعدد الدستور الحكومات المحلية على أنها بلديات وإدارات إقليمية خاصة وقرى. تقوم إدارة المحافظات على أساس مبدأ نقل الصلاحيات. يضمن الدستور الاستقلال التنظيمي والميزانية للحكومات المحلية.

يمثل الحاكم الحكومة في المقاطعة وهو أيضًا الرئيس الصوري والجهاز التنفيذي للإدارة الإقليمية الخاصة. يعمل المحافظون كرؤساء للجنة التنفيذية الإقليمية.

## المالية

### تحصيل الضرائب
معظم الضرائب تفرضها الحكومة المركزية. ومع ذلك يتم فرض بعض الضرائب المحددة من قبل البلديات. ينظم قانون الإجراءات الضريبية (TP) نظام الضرائب في تركيا. ينظم الحقوق والأعباء والواجبات إلى جانب مبادئ الاستحقاق. يتكون هذا القانون من الأحكام الإجرائية والرسمية لجميع قوانين الضرائب. يتكون (TP) من خمسة أقسام رئيسية: الضرائب، ورسوم دافعي الضرائب، والتقييم، والأحكام الجزائية، والقضايا الضريبية.

### الميزانية
غالبًا ما تبدأ وثيقة الميزانية باقتراح الرئيس إلى البرلمان الذي يوصي بمستويات التمويل للسنة المالية التالية، التي تبدأ في 1 يناير وتنتهي في 31 ديسمبر من العام التالي. يتم تحديد نفقات الدولة والمؤسسات العامة بخلاف الشركات المملوكة للدولة المملوكة للدولة (SOE) من خلال الميزانيات السنوية للحكومة المركزية.

## روابط خارجية
- الموقع الرسمي